# Єнбекші (Жетисайський район)
Єнбекші́ (каз. Еңбекші) — село у складі Жетисайського району Туркестанської області Казахстану. Входить до складу Кизилкумський сільського округу.
У радянські часи село було частиною села Отділення № 3 совхоза імені ХХ Партз'їзду.
Населення — 461 особа (2021; 509 у 2009, 408 у 1999, 273 у 1989).